# Артур Гіллер
Артур Гіллер (англ. Arthur Hiller; 22 листопада 1923, Едмонтон — 17 серпня 2016, Лос-Анджелес) — канадський і американський режисер кіно і телебачення, актор і продюсер.

## Біографія
Народився в Едмонтоні (Альберта), в сім'ї єврейських емігрантів з Польщі Харрі Гіллера і Роуз Гарфін, які оселилися в Канаді в 1912 після декількох років життя в Нью-Йорку. У нього були старші сестри Дора та Голда. Після приїзду в Едмонтон батько відкрив чоловічу перукарню, потім магазини чоловічого одягу і музичних інструментів, що були у використанні. Розмовною мовою в сім'ї був ідиш, діти відвідували школу з навчанням цією мовою, а батьки майбутнього режисера субсидували відкриття першого в місті єврейського театру, в якому він уже до одинадцяти років почав виступати з епізодичними ролями.
Закінчив Університетський коледж Торонтського університету в ступені бакалавра мистецтв. В 1950 отримав звання магістра гуманітарних наук, а в 1995 став почесним доктором юридичних наук.

## Кар'єра
Розпочав свою кар'єру у 1950-х роках на Торонтському телеканалі CBC. Там він став успішним телережисером та перейшов до створення повнометражних фільмів у Голлівуді.
З 1989 по 1993 був президентом гільдії режисерів Америки, а з 1993 по 1997 — президентом академії кінематографічних мистецтв і наук.
На церемонії вручення премії «Оскар» у 2002 році він отримав гуманітарну премію імені Жана Гершолта на знак визнання його гуманітарних, благодійних та філантропічних зусиль. 2002 року був удостоєний зірки на канадській Алєї слави та Нагороди імені Джина Хершолта. У 2006 році отримав звання офіцера ордена Канади.

## Особисте життя
З 1948 був одружений з Гвен Гіллер. Мали двох дітей та двох онуків. Його дружина померла 24 червня 2016 р. Вони були одружені 68 років. Гіллер помер майже через два місяці в Лос-Анджелесі 17 серпня 2016 року у віці 92 років від природних причин.